# Indice del costo della vita

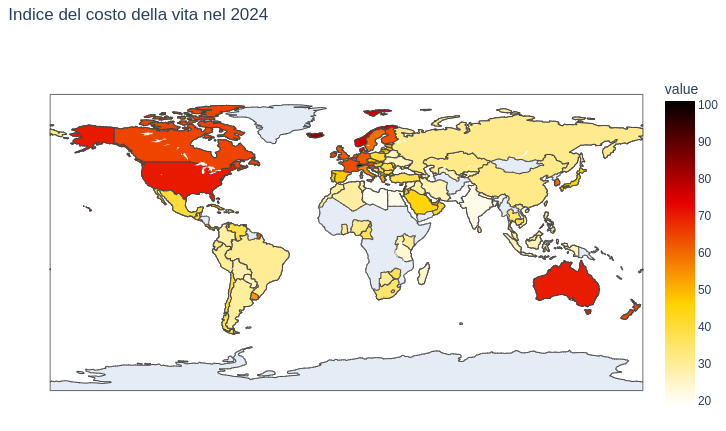
Fonte: Kaggle

L’indice del costo della vita è un indice di prezzo che serve a misurare la variazione del costo della vita in un paese. Ci sono due categorie principali d'indici di costo della vita: gli indici statistici e gli indici economici.

## Indici statistici del costo della vita
Il primo indice statistico del costo della vita è stato proposto da Gian Rinaldo Carli nel 1764. Per misurare il deprezzamento della moneta in seguito alla scoperta dell’America, Carli propone di prendere la media dei prezzi del grano, del vino e dell'olio.
L'indice del costo della vita utilizzato per indicizzare i salari e le pensioni è l'indice dei prezzi al consumo anche se questo numero indice non è un vero indice del costo della vita. L'indice dei prezzi al consumo calcolato dagli uffici o istituti nazionali di statistica è un indice di  Laspeyres:
{\displaystyle P_{L}^{t}={\frac {p^{t}\cdot q^{o}}{p^{o}\cdot q^{o}}}={\frac {\sum p_{i}^{t}q_{i}^{o}}{\sum p_{i}^{o}q_{i}^{o}}}=\sum \omega _{i}{\frac {p_{i}^{t}}{p_{i}^{o}}}}
dove {\displaystyle \quad p^{t}\,,\,q^{t}\,(t=0,1,2,\ldots )} sono i vettori dei  prezzi e delle quantità al periodo presente e {\displaystyle p^{o}\,,\,q^{o}} quelli del periodo di base. I coefficienti
{\displaystyle \omega _{i}={\frac {p_{i}^{o}q_{i}^{o}}{\sum p_{i}^{o}q_{i}^{o}}}}
sono le ponderazioni calcolate prendendo i consumi medi delle famiglie (per esempio, 0.15 per i beni alimentari). Utilizzare la spesa media significa dare maggior peso alle famiglie che spendono di più. Si parla allora di un indice “plutocratico”. Un'altra possibilità sarebbe di calcolare un indice “democratico” prendendo la media dei coefficienti di tutte le famiglie.
L'indice di Paasche considera le quantità del periodo presente :
{\displaystyle P_{P}^{t}={\frac {p^{t}\cdot q^{t}}{p^{o}\cdot q^{t}}}}
Questo indice può essere calcolato con diversi mesi di ritardo poiché si deve conoscere la spesa corrente delle famiglie.

## Indici economici del costo della vita
Gli indici economici del costo della vita sono basati sulla teoria del consumatore. Quando un prezzo di un bene aumenta, il consumatore può sostituirlo con un bene simile. Se il prezzo del burro aumenta, si può sostituirlo con la margarina. Un “vero” indice del costo della vita deve tener conto di queste possibilità e basarsi sulla  teoria del consumatore. Konüs propone l'indice seguente:
{\displaystyle P_{K}^{t}(u)={\frac {C(p^{t},u)}{C(p^{o},u)}}}
dove C(p,u) è la più piccola spesa per ottenere il livello d'utilità u:
{\displaystyle C(p,u)=min(p\cdot q)\quad {\text{sotto il vincolo}}\quad u(q)=u}
Prendendo il livello d'utilità del periodo di base, si ottiene la relazione seguente con l'indice Laspeyres:
{\displaystyle P_{L}^{t}={\frac {p^{t}\cdot q^{o}}{p^{o}\cdot q^{o}}}\geq {\frac {C(p^{t},u^{o})}{C(p^{o},u^{o})}}={\frac {C(p^{t},u^{o})}{p^{o}\cdot q^{o}}}=P_{K}^{t}(u^{o})}
L'indice Laspeyres soprastima il costo della vita poiché non tiene conto delle possibilità di sostituzione. In un rapporto pubblicato nel 1996, la Commissione Boskin ha stimato che, nel caso degli Stati Uniti, ciò corrisponde a 0.4 punti percentuali.
Con una revisione annuale delle ponderazioni si può ridurre questa soprastima.
Prendendo il livello d'utilità del periodo presente, si ottiene la relazione seguente con l'indice di Paasche :
{\displaystyle P_{P}^{t}={\frac {p^{t}\cdot q^{t}}{p^{o}\cdot q^{t}}}\leq {\frac {C(p^{t},u^{t})}{C(p^{o},u^{t})}}={\frac {p^{t}\cdot q^{t}}{C(p^{o},u^{t})}}=P_{K}^{t}(u^{t})}
L'indice di Paasche sottostima il costo della vita. Si potrebbe concludere che l'indice “vero” si trovi tra l'indice Laspeyres e l'indice Paasche, scegliendo infine l'indice di Fisher che è la media geometrica dei due. Però ciò non è necessariamente il caso poiché l'indice di Paasche può essere superiore all'indice Laspeyres.